# Araxos flygplats
Araxos flygplats (IATA: GPA, ICAO: LGRX) (grekiska: Αεροδρόμιο Αράξου) är en mindre internationell flygplats utanför Patras, Greklands tredje största stad. Det är en kombinerad civil och militär flygplats som är belägen intill byn Araxos.